# Aizanat Murtazaeva
Aizanat Makhachevna Murtazaeva (Khunzakh, 23 settembre 2001) in russo Айзанат Махачевна Муртазаева?; trasl. angl. Aizanat Makhachevna Murtazaeva schermitrice russa, specializzata nella spada, si è laureata come campionessa europea nel 2025 vincendo l'oro individuale a Genova contro Katrina Lehis.
Ha pure gareggiato alle olimpiadi di Tokyo 2020 raggiungendo il quarto posto nella spada individuale, perdendo proprio contro Katrina Lehis.

## Palmarès
- Mondiali

Tbilisi 2025: argento nella spada a squadre.
- Europei

Genova 2025: oro nella spada individuale.